# Carpomys phaeurus
Carpomys phaeurus is een knaagdier uit het geslacht Carpomys dat voorkomt op Mount Data in de provincie Benguet en Mount Kalindang in de provincie Ifugao in het noorden van Luzon, het grootste eiland van de Filipijnen. Daar leeft hij in hooglandregenwoud van 2200 tot 2500 m hoogte.